# Piapiac africain
Ptilostomus afer
Genre
Espèce
Statut de conservation UICN

 LC  : Préoccupation mineure
Le Piapiac africain (Ptilostomus afer) est une espèce de passereaux appartenant à la famille des Corvidae.

## Écologie

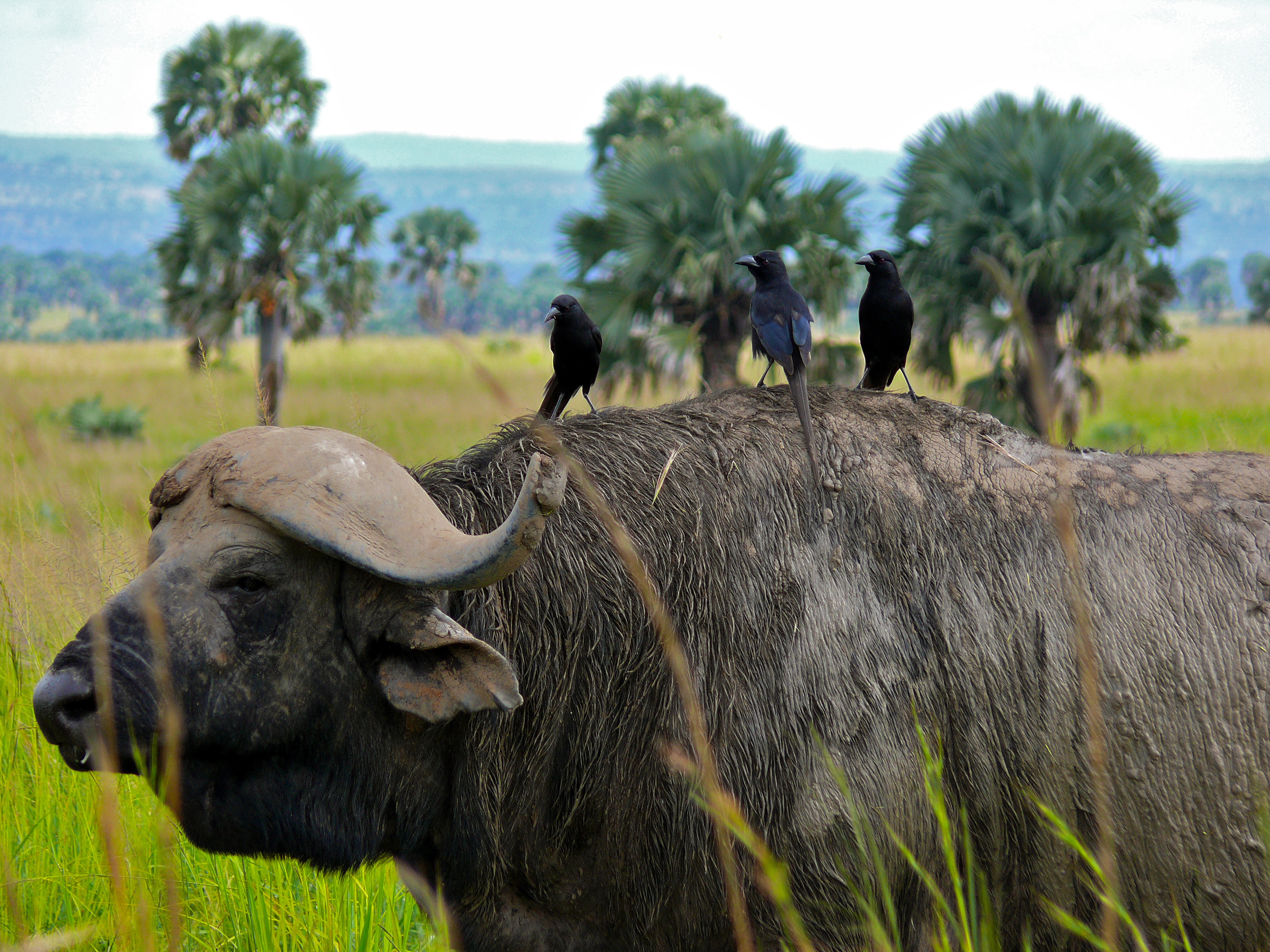
Piapiacs africains sur le dos d'un buffle (Syncerus caffer) (Parc national Murchison Falls, Ouganda)

Son aire s'étend de la Sénégambie à l'ouest du Kenya.